# Finishing Move
Als Finishing Move (oder auch Finisher) wird eine Aktion im Wrestling oder in Beat-’em-up-Videospielen bezeichnet, mit der ein Kampf beendet wird. Vor allem im Wrestling wird mit der Ausführung des Finishing Moves der dramatische Effekt erhöht. Ist ein Finishing Move mit einer bestimmten Person oder Figur verbunden, kann sie zu einem Markenzeichen werden und wird dann als Signature Move bezeichnet.

## Wrestling
Im Wrestling wird damit eine Aktion bezeichnet, die der Wrestler in fast jedem Match dazu benutzt, um ein Match zu beenden. Meist handelt es sich hierbei um bereits bekannte und auch von anderen Wrestlern benutzte Aktionen, die allerdings besonders spektakulär in Szene gesetzt werden. Es gibt Finisher, die das Match direkt beenden (Aufgabegriffe) und solche, die auf eine Schwächung des Gegner abzielen, so dass ein Pinfall erfolgen kann. Letztere werden häufig auch in einer Sequenz von hintereinander ausgeführten Finishern gezeigt. Der Name des Finishing Moves eines Wrestlers steht oft in Bezug zu dessen Gimmick, wie z. B. bei Big Show (Show Stopper), The Undertaker (Tombstone Piledriver), Batista (Batista Bomb) oder dem „Million Dollar Man“ Ted DiBiase (Million Dollar Dream). Führt ein Wrestler seinen Finishing Move aus, so ist es die Aufgabe des Gegners, diesen als dessen härteste Technik zu verkaufen.

### Beispiele
- Der Sharpshooter von Bret Hart, Chris Benoit und The Rock ist ein Aufgabegriff, der auf die Schwächung der Beine und des Rückens abzielt. Da dieser Griff durch Hart bekannt wurde, wurde der Name dafür beibehalten. Benutzt wird er als Finisher unter anderem auch von Sting als Scorpion Deathlock.
- Der Atomic Leg Drop von Hulk Hogan ist ein Running Leg Drop. Der Gegner liegt dabei meist in der Mitte des Ringes. Man nimmt unter Zuhilfenahme der Ringseile Anlauf und lässt sich am Gegner so fallen, dass ein Bein wie eine Guillotine auf ihm landet.
- Der Giant Choke Slam von Big Show ist ein Choke-Slam. Dabei wird der Gegner mit einem Arm am Hals in die Luft gehoben und anschließend mit dem Rücken voran auf den Ringboden geworfen. Durch die Größe von 2,13 m von Big Show wirkt das besonders martialisch.